# Néa Chalkidóna
Néa Chalkidóna, en grec moderne : Νέα Χαλκηδόνα ou en français : Nouvelle-Chalcédoine, est un district municipal du dème de Néa Filadélfia-Néa Chalkidóna, ou en français : dème de Nouvelle-Philadelphie-Nouvelle-Chalcédoine dans le  district régional d'Athènes-Centre, en Attique, Grèce. Elle est située au nord d'Athènes. Sa superficie est de 1,73 km2. Les premiers colons sont des réfugiés de Chalcédoine en Anatolie.
Selon le recensement de 2011, la population du district municipal s'élève à 9 822 habitants.